# Касс Ґілберт

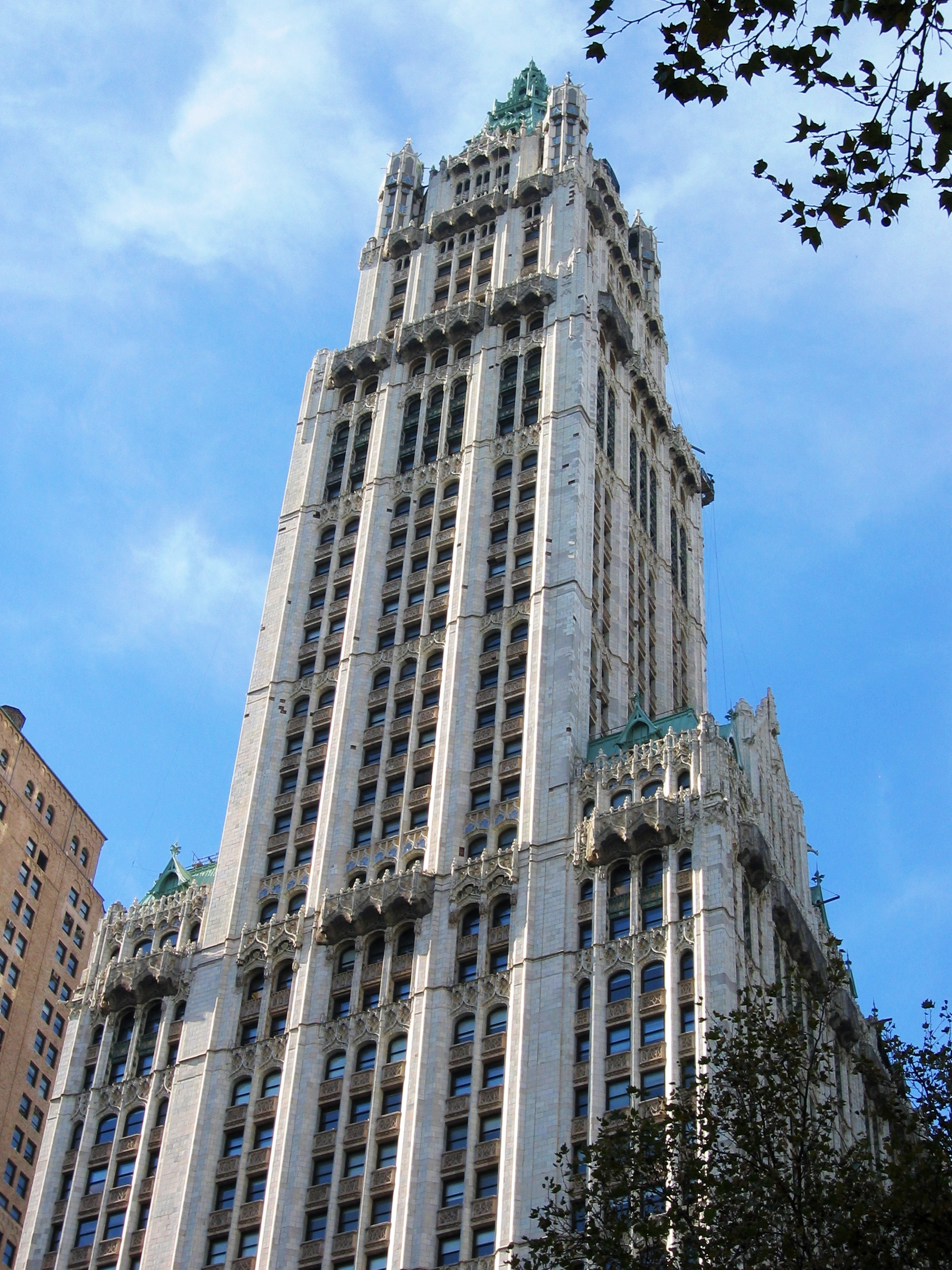
Вулворт-Білдинґ у Нью-Йорку

Касс Ґілберт (англ. Cass Gilbert; 24 листопада 1859, Зейнсвілл, штат Огайо — 17 травня 1934, Брокенгерст, Англія) — американський архітектор.
Він навчався в MIT і спочатку працював в архітектурній фірмі McKim, Mead, and White. Після кількох років незалежної практики в Міннесоті йому вдалося утвердитися в Нью-Йорку. Його Вулворт-білдинґ (1910—1913) був найвищою будівлею в світі понад 15 років і вважається визначальним для стилю багатоповерхівок Нью-Йорка 1920-х років. Ще один багатоповерховий проект, який реалізував Ґілберт, — це New York Life Insurance Building (1925—1928). У період з 1926 до 1933 року Ґілберт обіймав посаду президента Національної академії дизайну. Ґілберт також розробив проєкт зведеної в 1932—1935 роках будівлі Верховного суду США у неокласичному стилі у Вашингтоні, округ Колумбія. Бруклінський армійський термінал також був спроєктований ним.
У 1906 році Ґілберт став членом Американської академії мистецтв і літератури. У 1934 році, практично перед смертю, його обрали членом Американського філософського товариства.

## Галерея

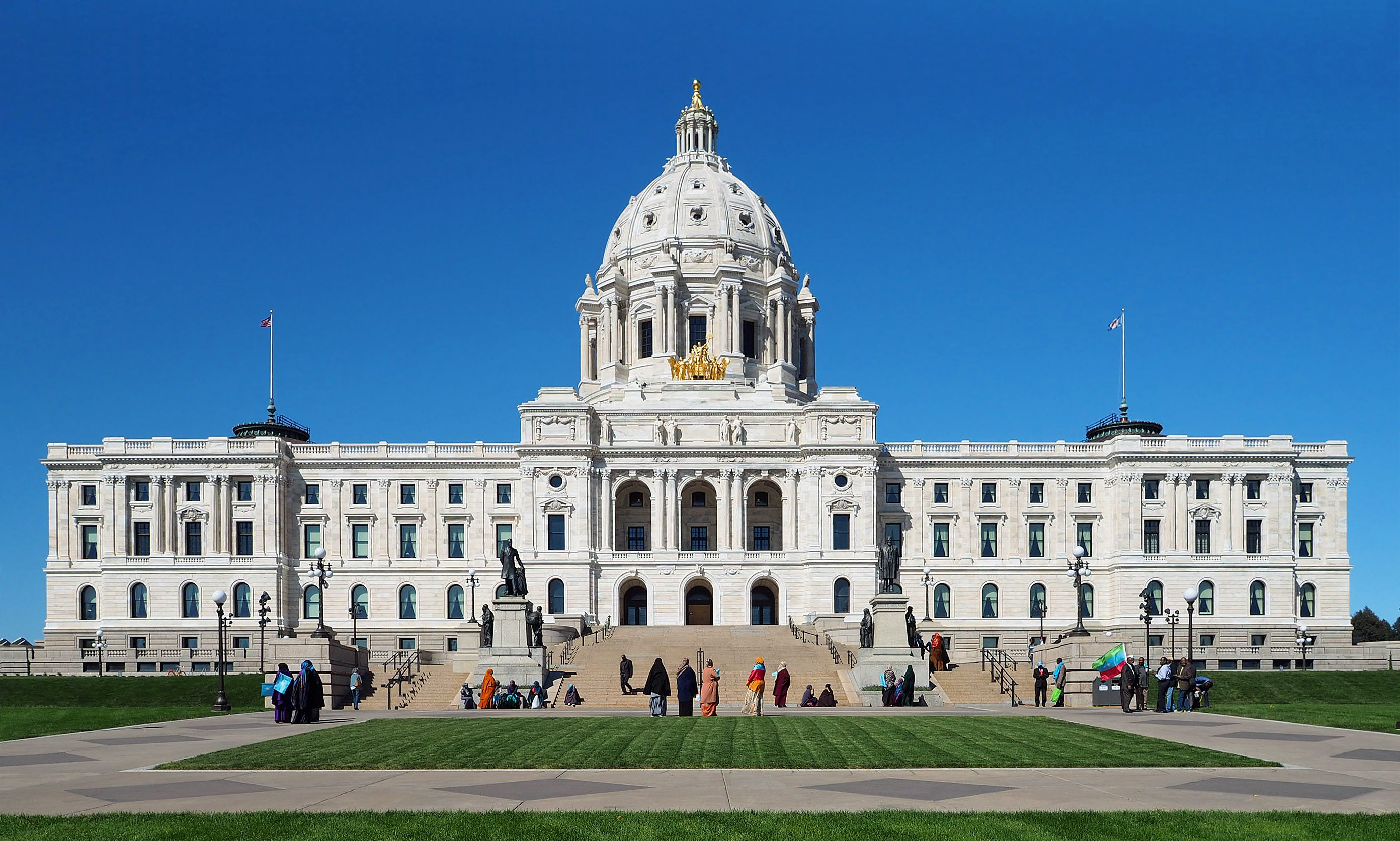
Minnesota State Capitol, St. Paul, Minnesota (1895–1905)
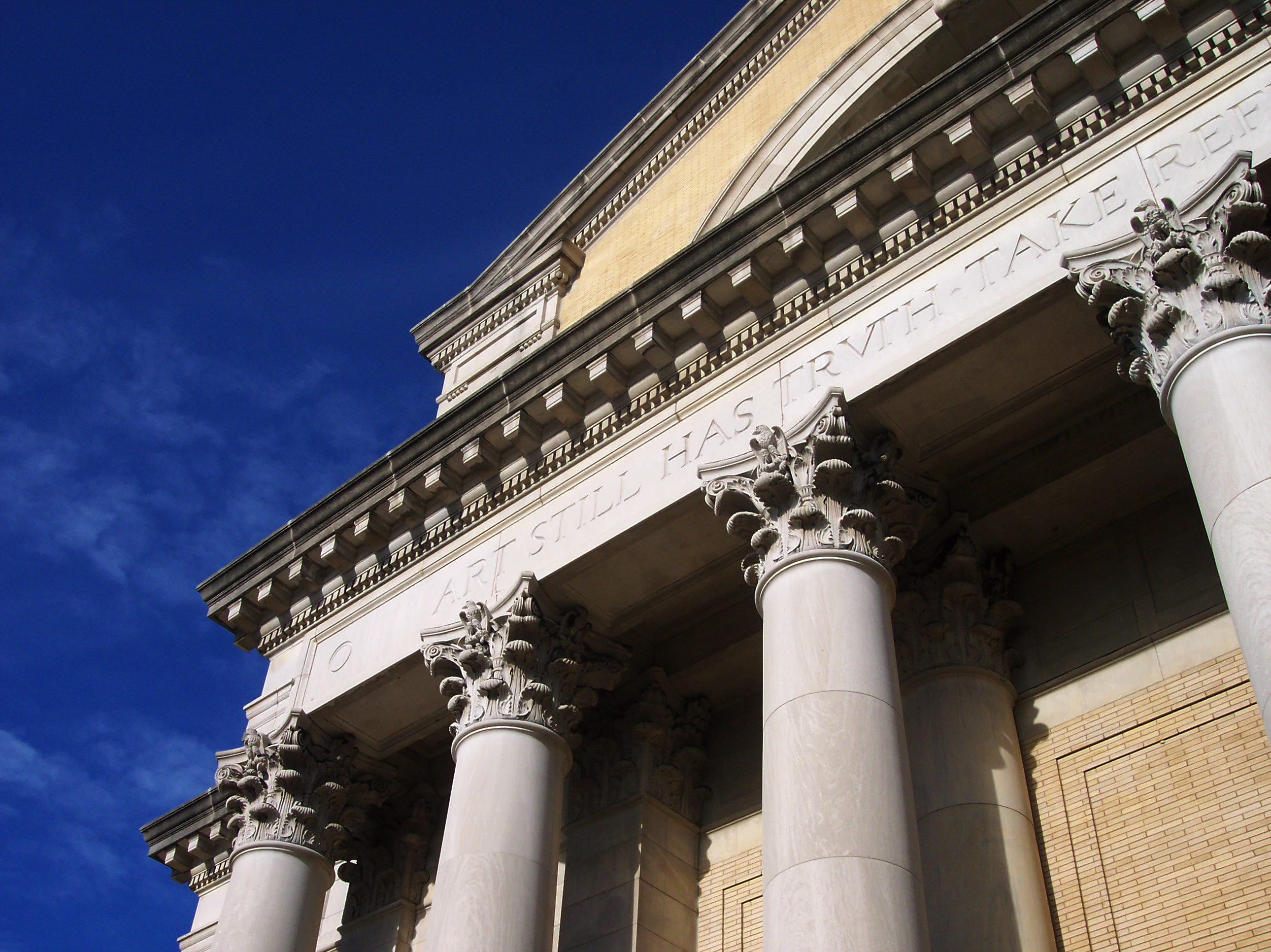
St. Louis Art Museum, St. Louis, Missouri (built for the 1904 World's Fair)
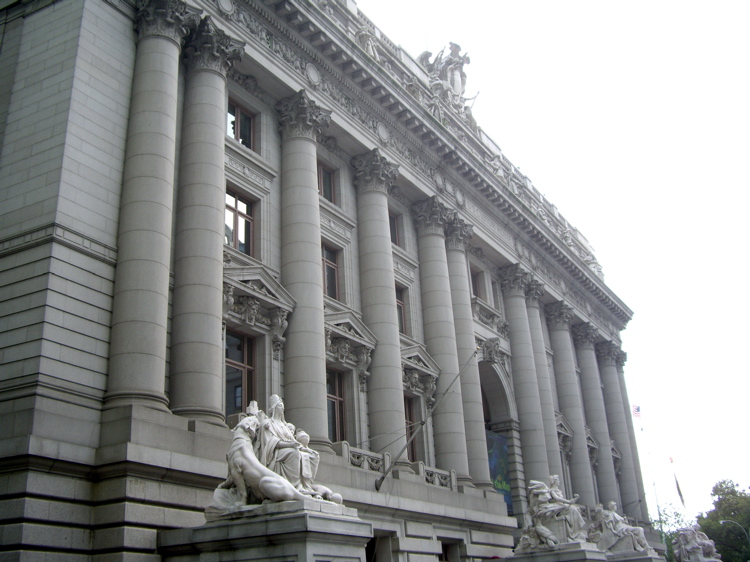
The Alexander Hamilton U.S. Custom House, New York City (1907)
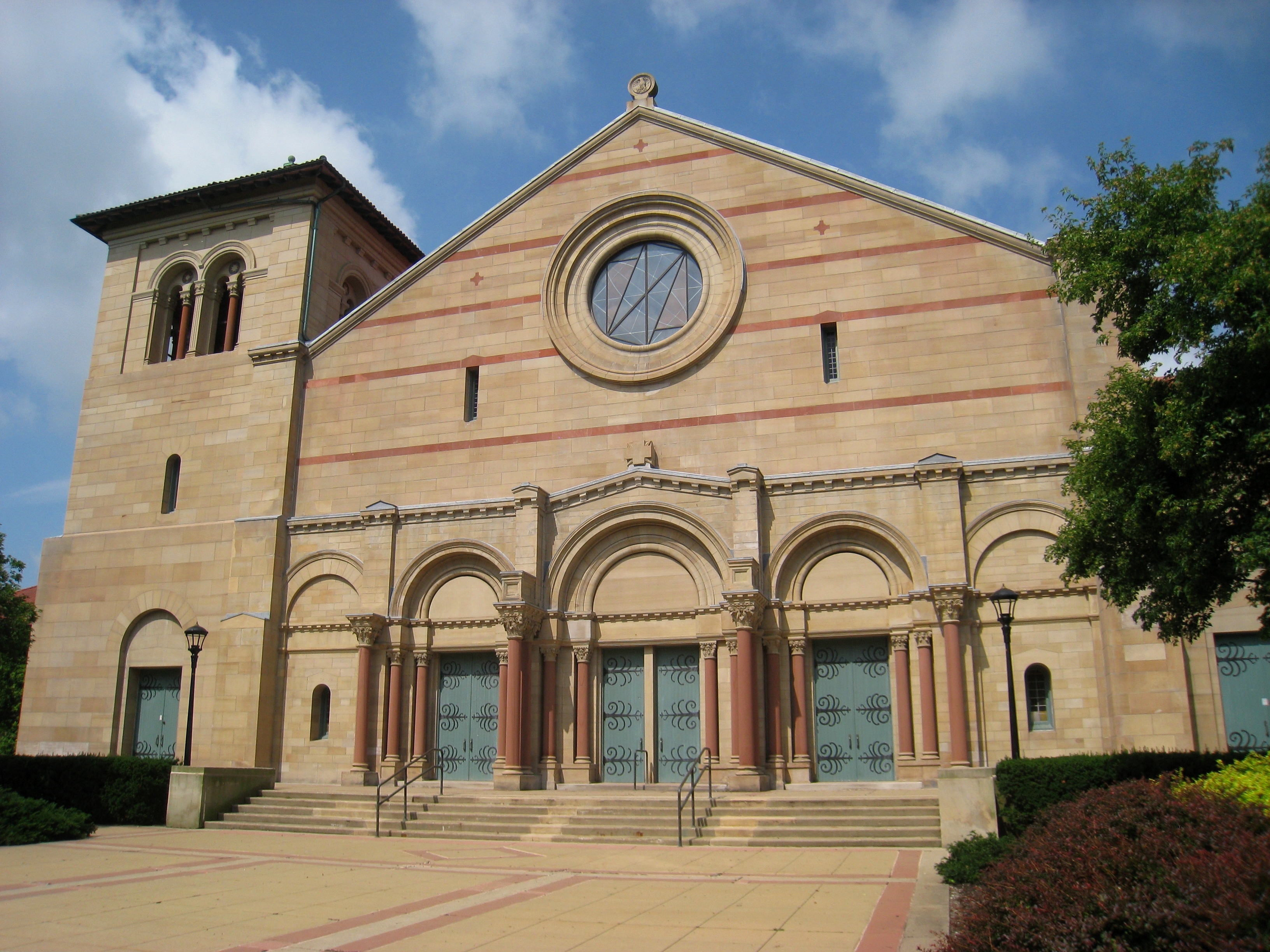
Finney Chapel, Oberlin College, Oberlin, Ohio (1909)
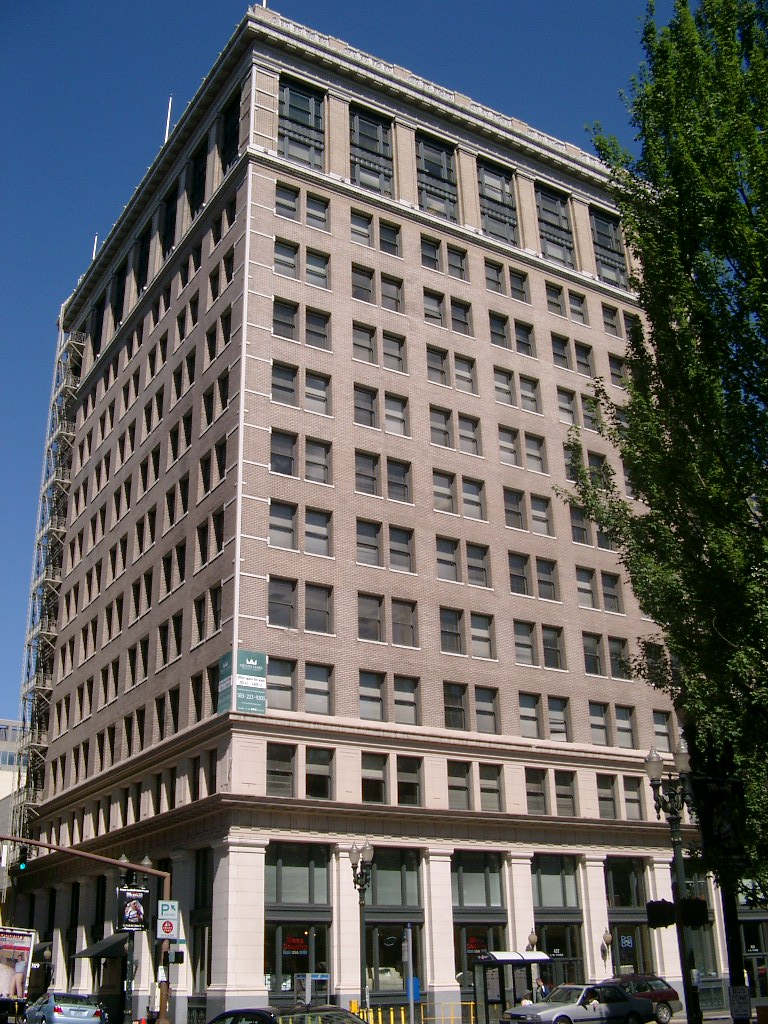
Spalding Building, Portland, Oregon (1911)
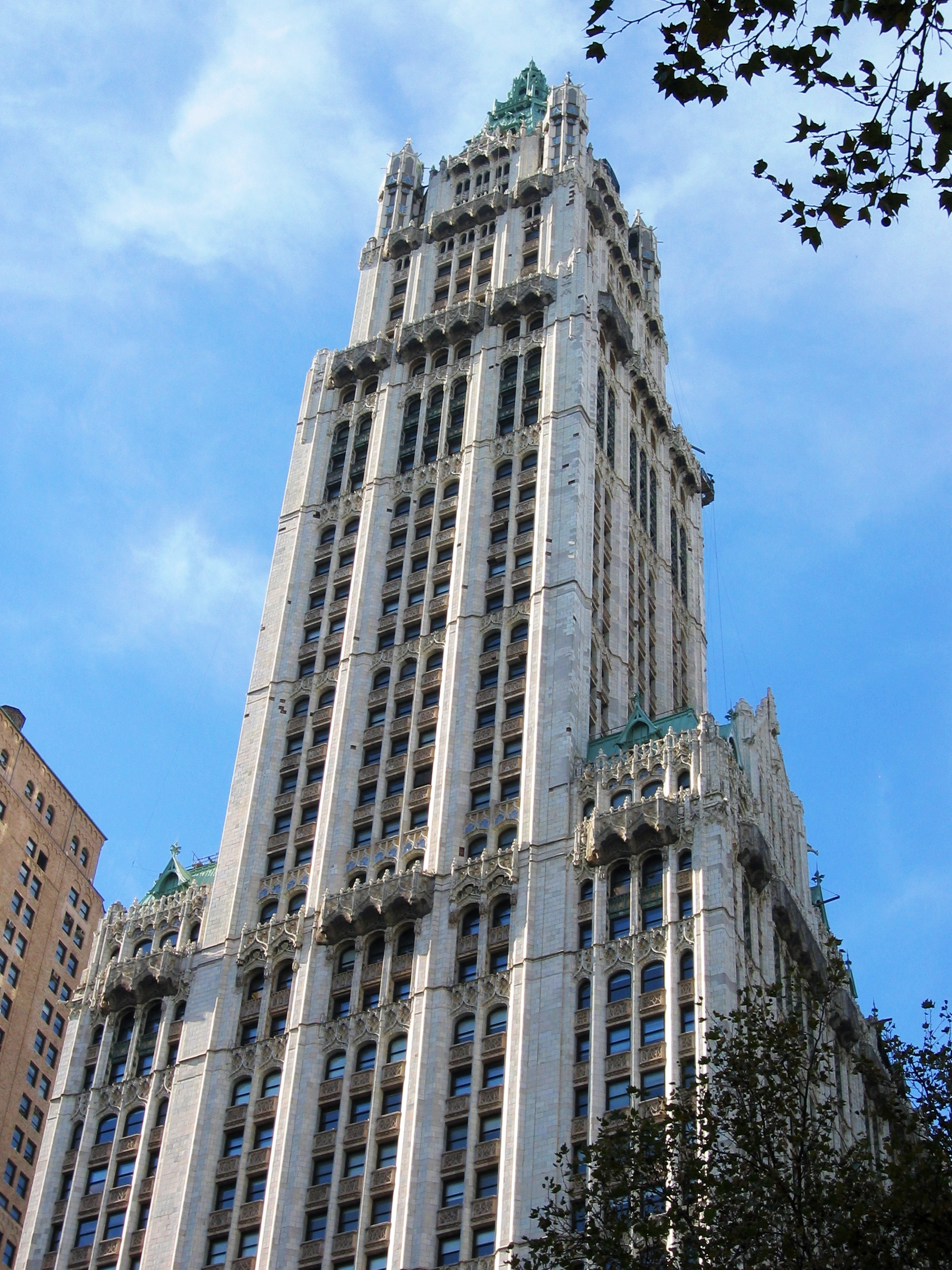
Woolworth Building, New York City (1913)
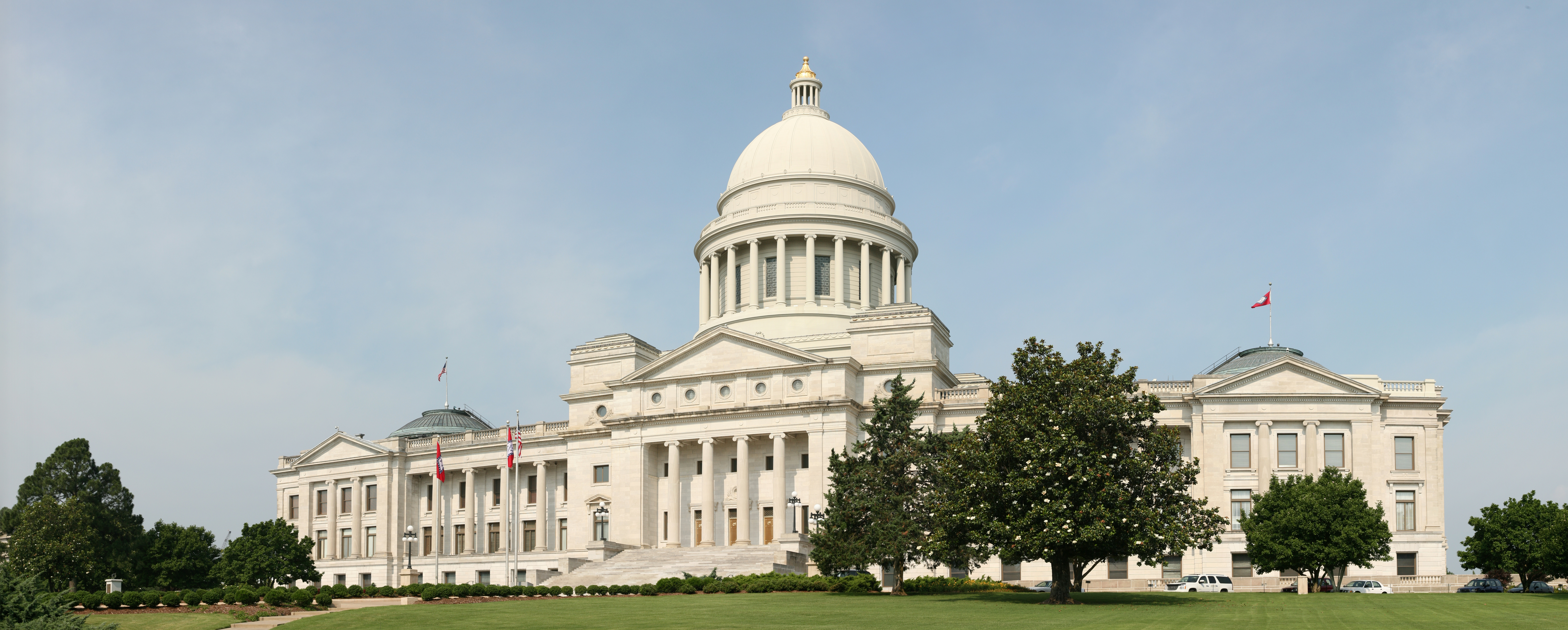
Arkansas State Capitol, Little Rock, Arkansas (1915)
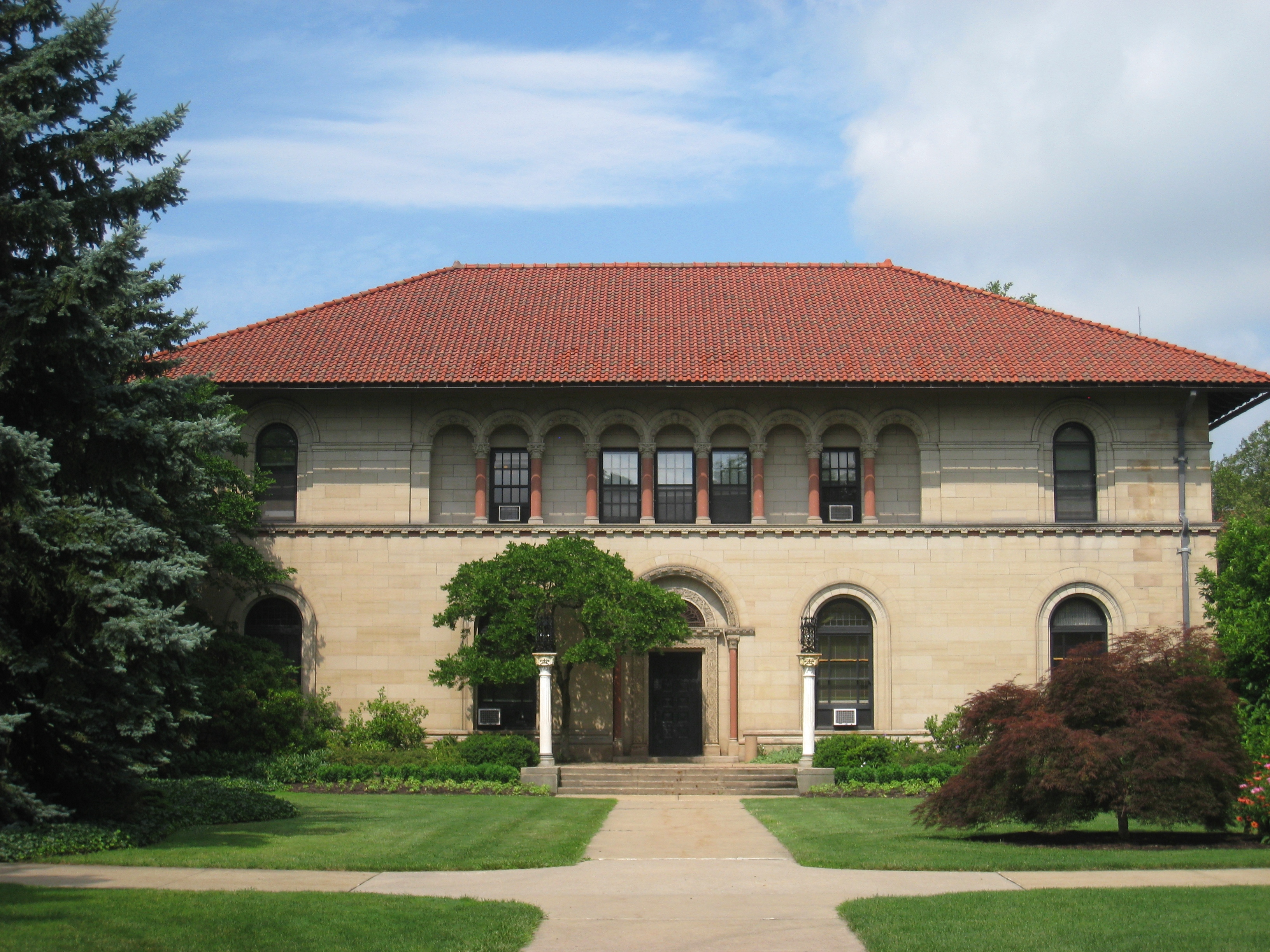
Cox Administration Building, Oberlin College, Oberlin, Ohio (1915)
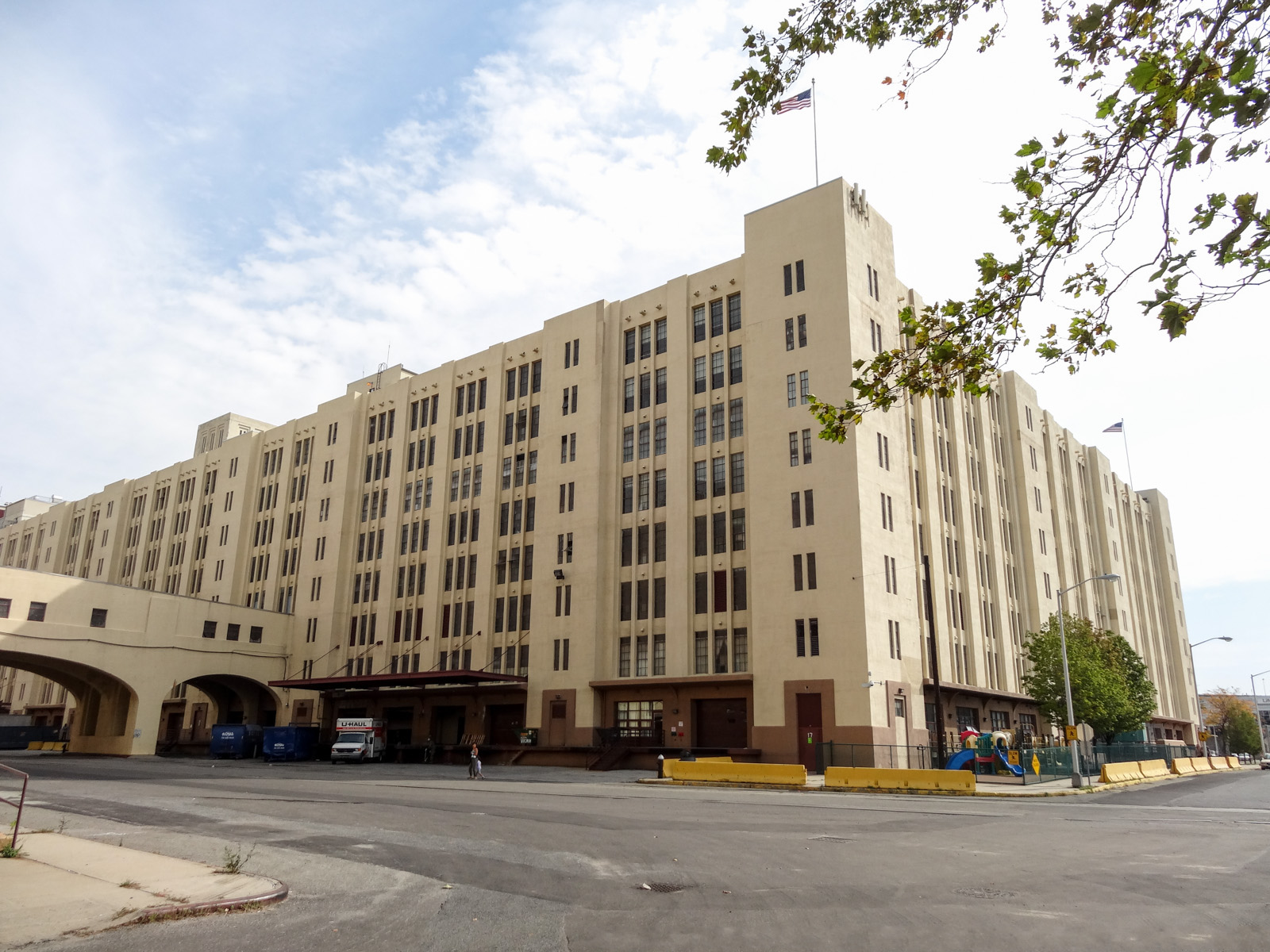
Brooklyn Army Terminal, Brooklyn, New York (1919)
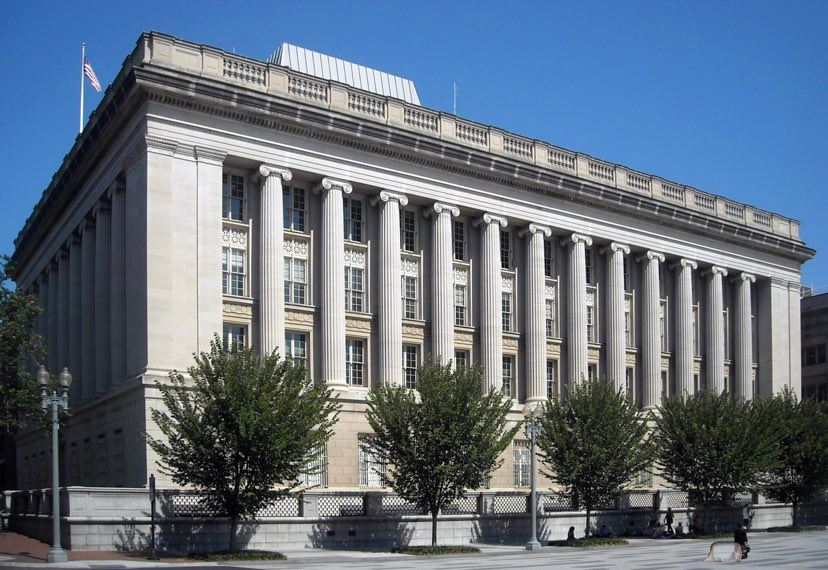
Freedman's Bank Building, Washington. D.C. (1919)
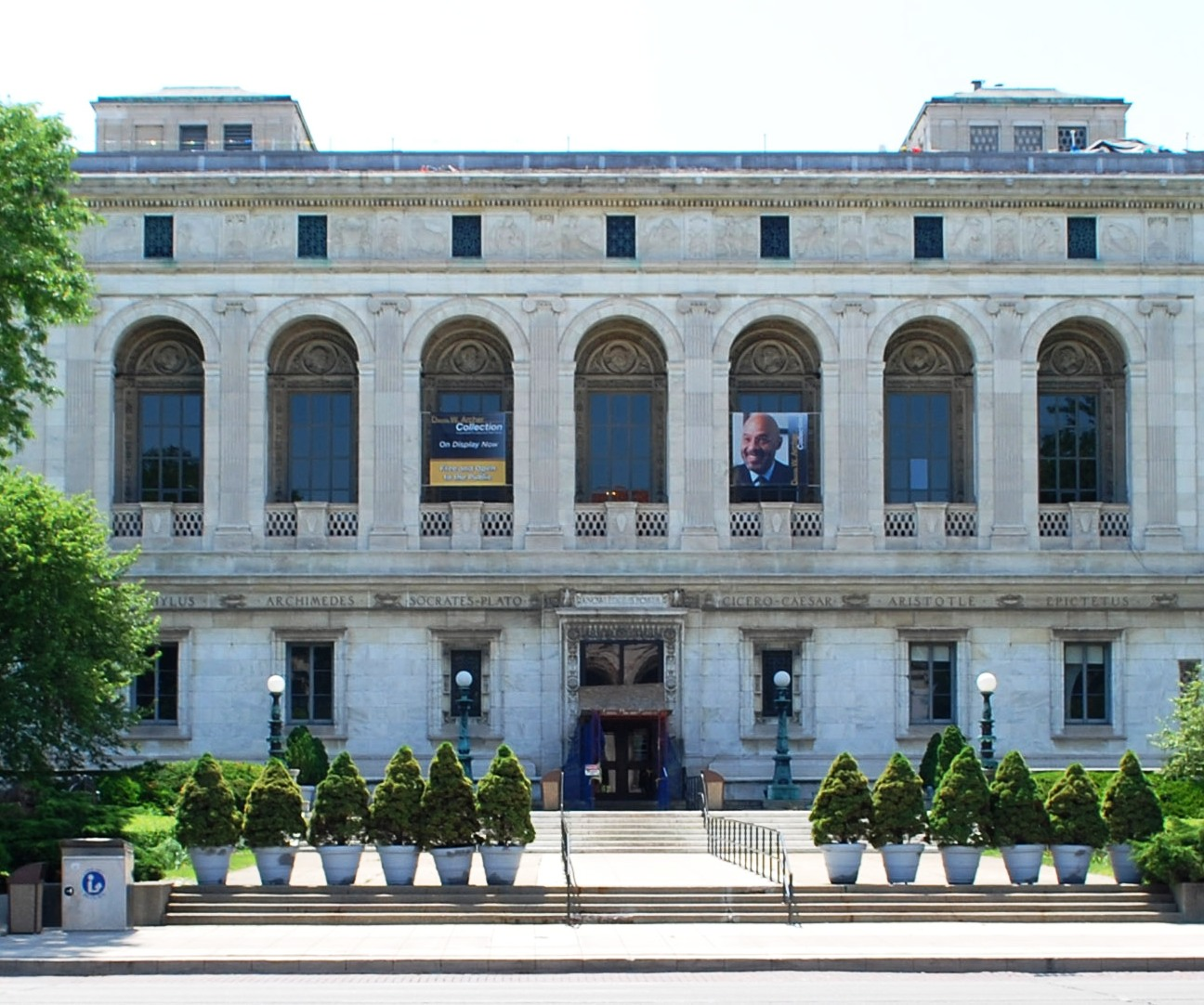
Detroit Public Library, Detroit, Michigan (1921)
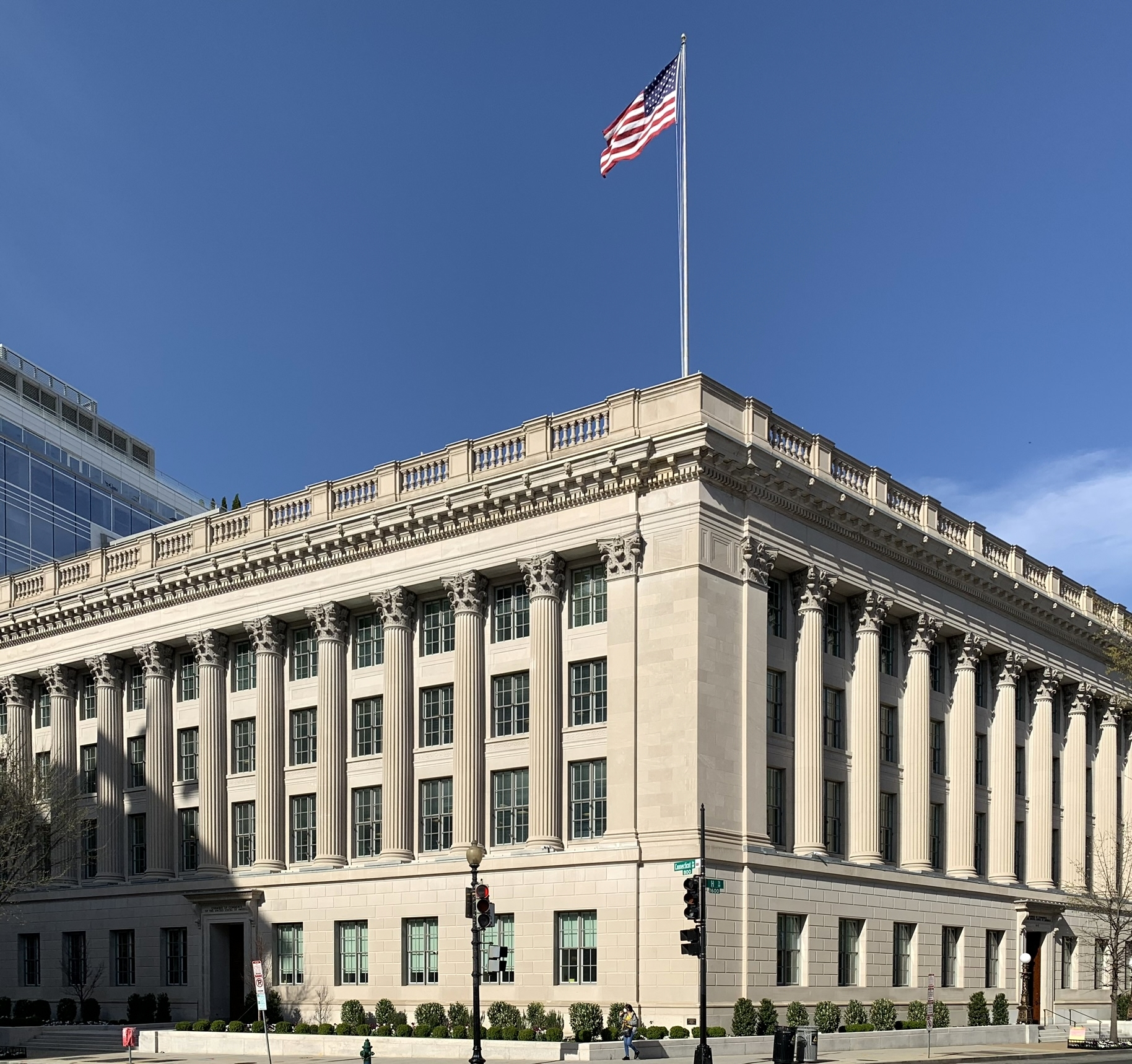
U.S. Chamber of Commerce Building, Washington, D.C. (1925)
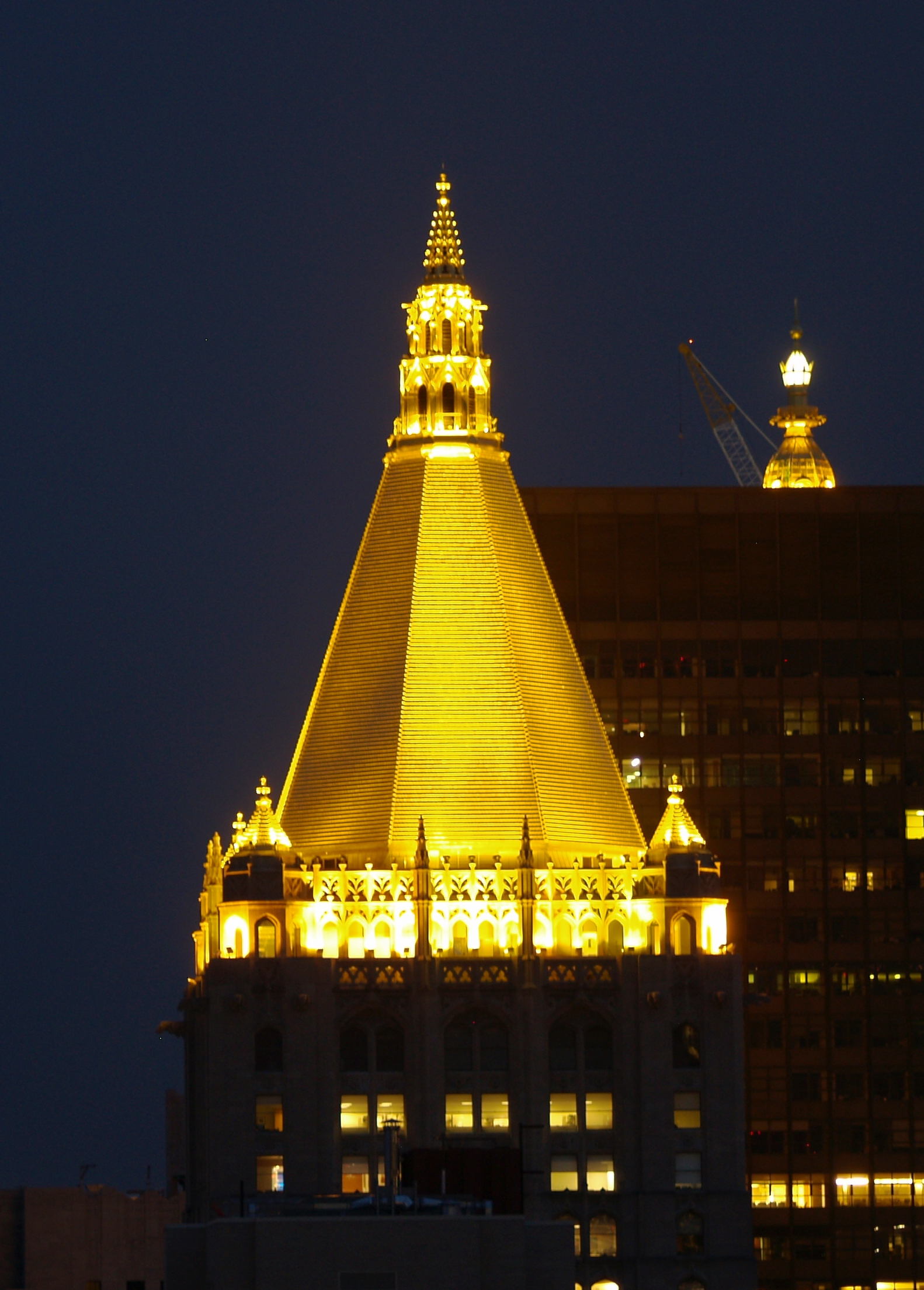
New York Life Insurance Building, New York City (1926)
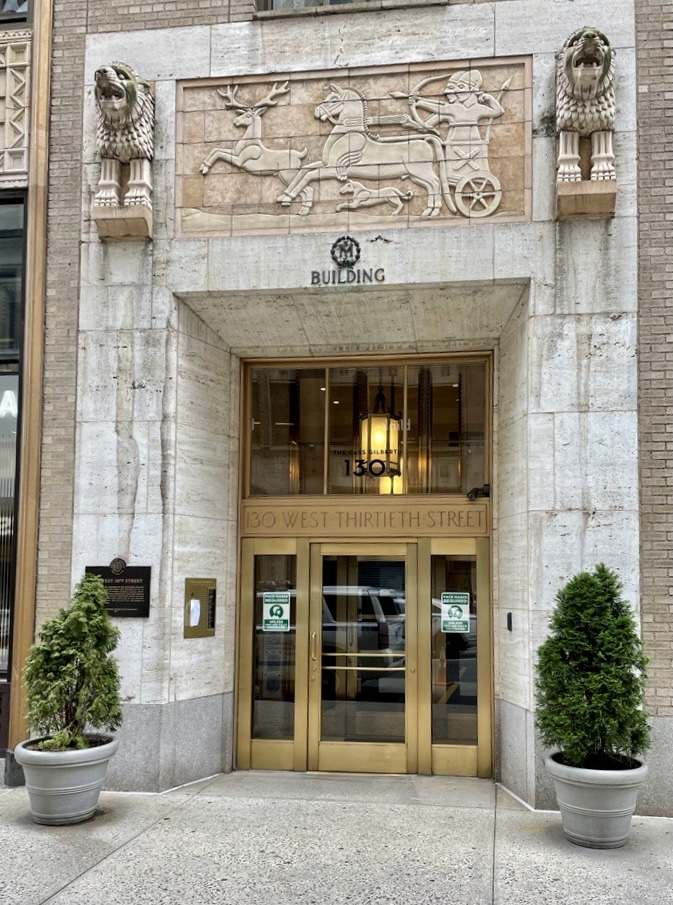
130 West 30th Street, "The Cass Gilbert"; New York City (1927–1928)
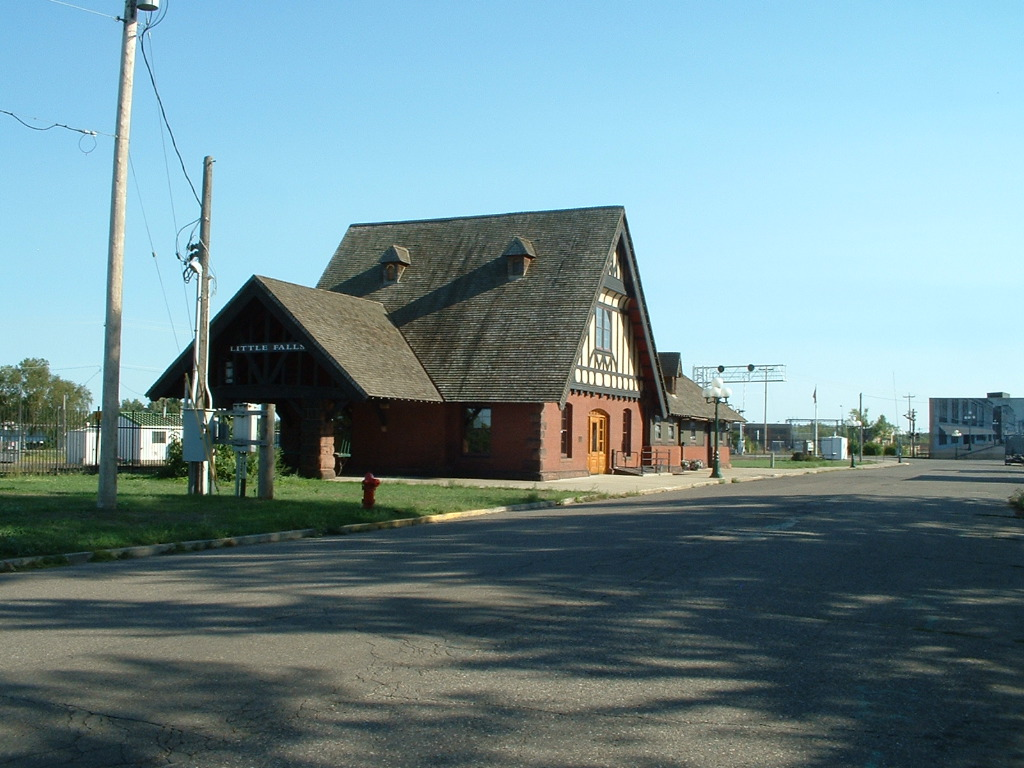
Northern Pacific Railway Depot, Little Falls, Minnesota
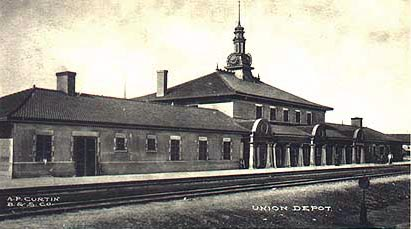
Northern Pacific Railway Depot, Helena, Montana
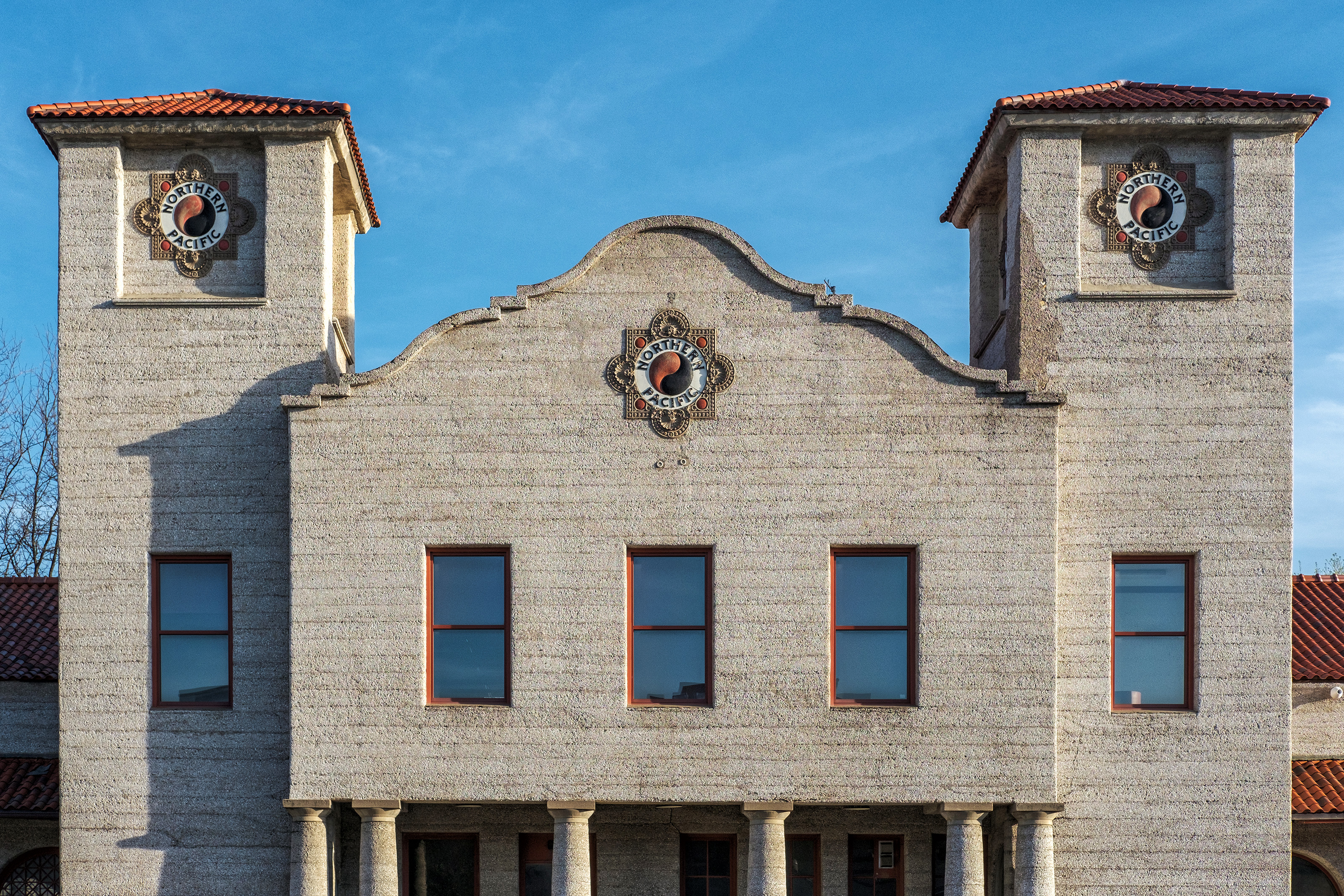
Northern Pacific Railway Depot, Bismarck, North Dakota
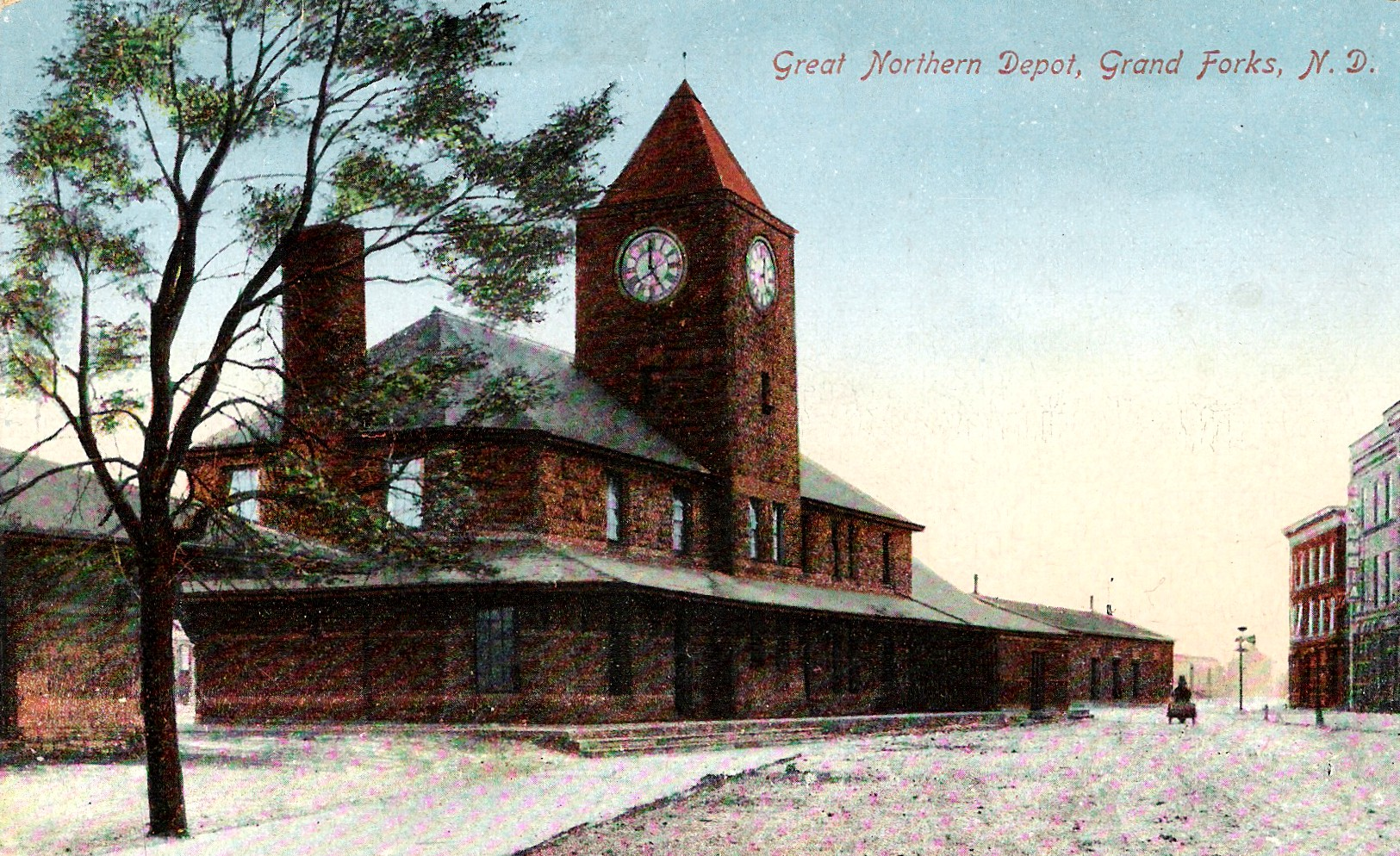
Great Northern Railway Depot, Grand Forks, North Dakota
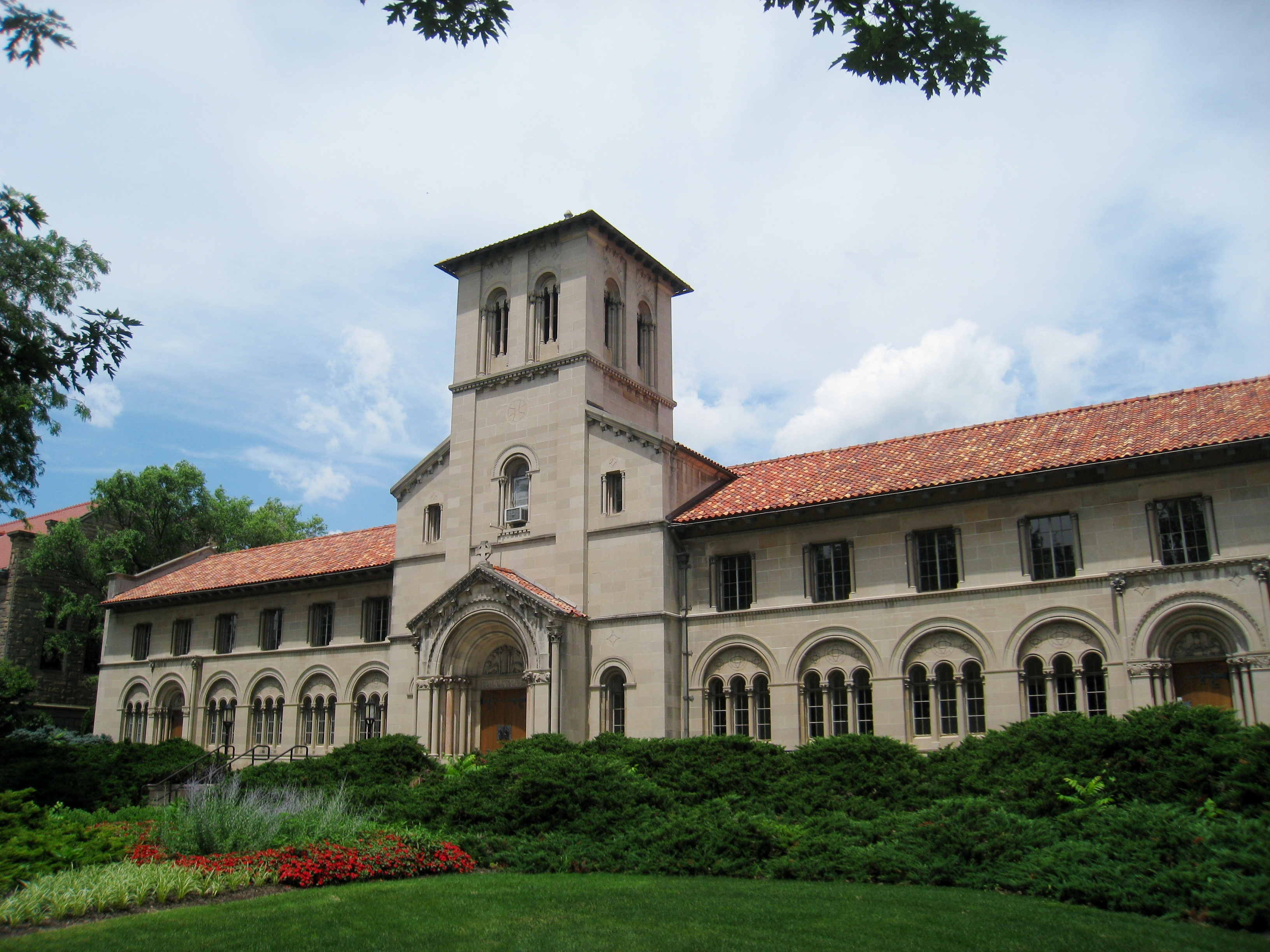
Bosworth Hall, Oberlin College, Oberlin, Ohio (1931)
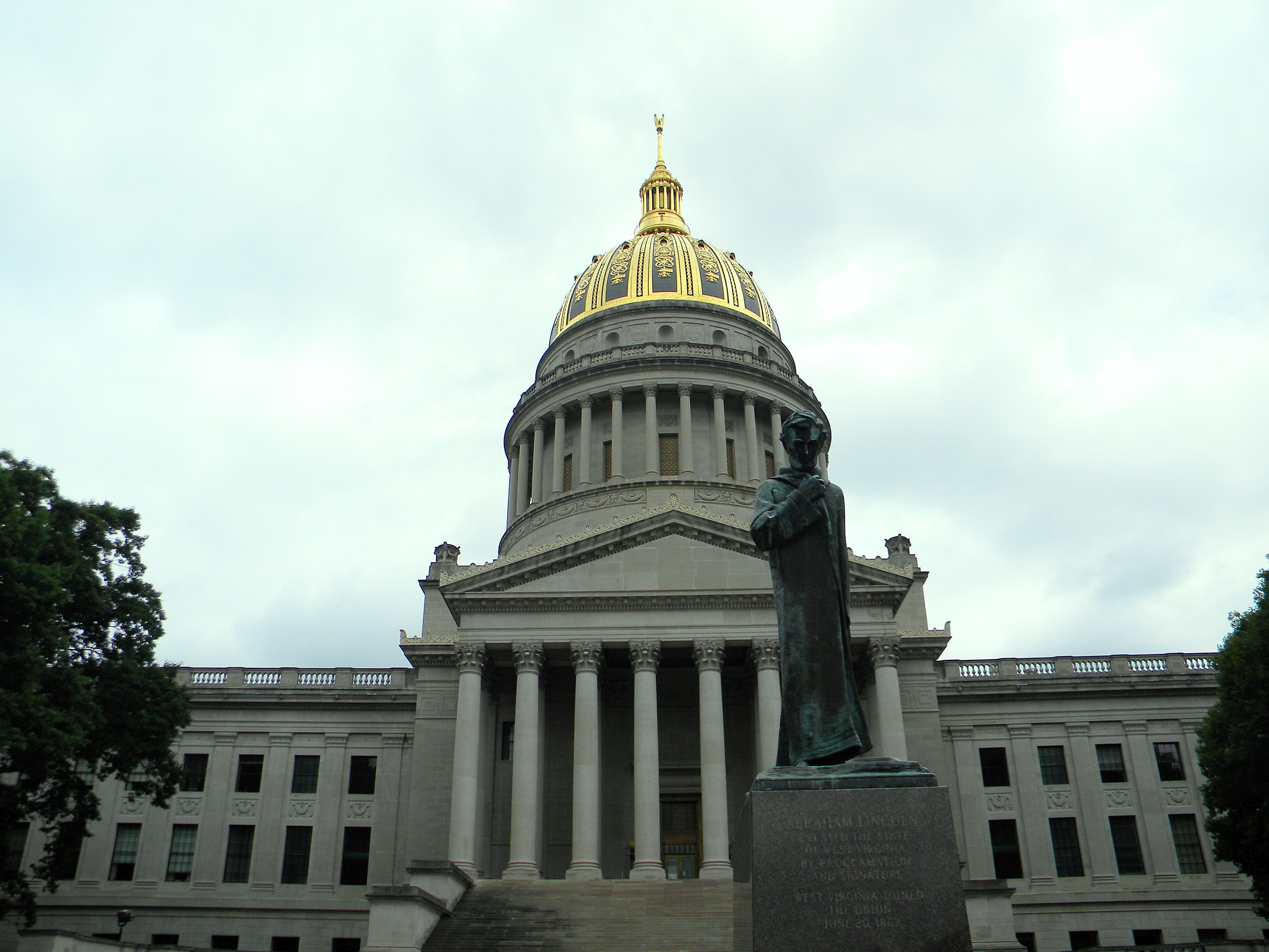
West Virginia State Capitol, Charleston, West Virginia (1924–32)
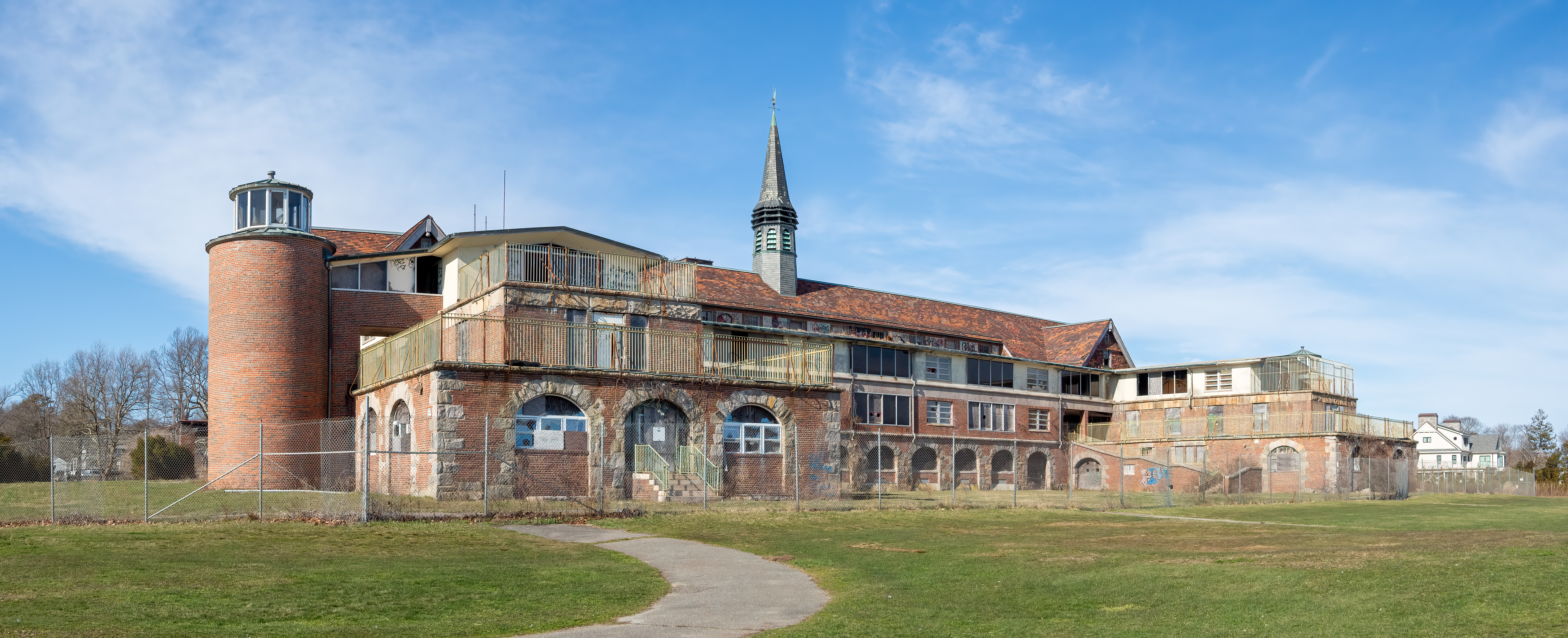
Seaside Sanatorium, Waterfort, Connecticut (1934)
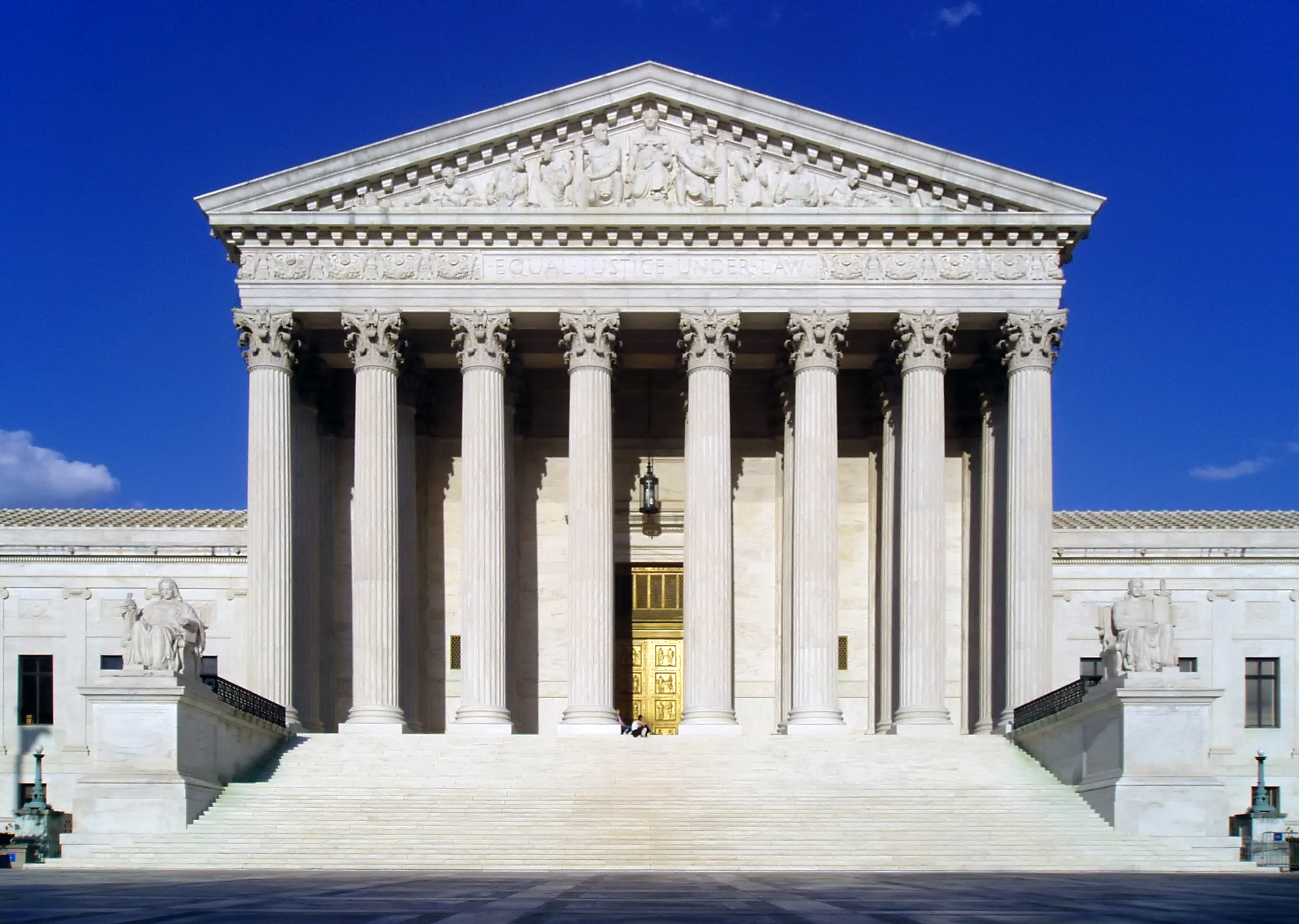
United States Supreme Court Building, Washington, D.C. (1935)